# 2-hexanamina
La 2-hexanamina es una amina primaria con fórmula molecular C6H15N.